# Neogene
Neogene este un gen de molii din familia Sphingidae. 

## Specii
- Neogene albescens - Clark 1929
- Neogene carrerasi - (Giacomelli 1911)
- Neogene corumbensis - Clark 1922
- Neogene curitiba - Jones 1908
- Neogene dynaeus - (Hübner 1927)
- Neogene intermedia - Clark 1935
- Neogene pictus - Clark 1931
- Neogene reevei - (Druce 1882)
- Neogene steinbachi - Clark 1924